# Ykkösliiga 2024
La Ykkösliiga 2024 è stata la prima edizione della seconda serie del campionato finlandese di calcio come Ykkösliiga.

## Stagione

### Novità
A seguito del fallimento dell'FC Honka, oltre all'Ekenäs, anche il Gnistan è stato promosso in massima serie, dalla quale è retrocesso il KTP. Proprio a causa della promozione aggiuntiva, ha ottenuto la promozione in Ykkösliiga dalla Kakkonen, oltre al PK-35, anche lo JIPPO e, infine, a seguito del fallimento dell'HIFK è stato ripescato il retrocesso KäPa. Rispetto al campionato 2023 sono stati retrocessi il JJK e KPV

### Formula
Le dieci squadre si affrontano in un girone all'italiana, con una prima fase di partite di andata e ritorno e una seconda fase in cui le squadre si riaffrontano, con le prime cinque classificate che giocano cinque partite in casa, le ultime cinque quattro, per un totale di 27 giornate. 
La squadra prima classificata viene promossa in Veikkausliiga, mentre la seconda classificata sfida l'undicesima classificata di Veikkausliiga in uno spareggio promozione/retrocessione.
L'ultima classificata retrocede in Ykkönen, mentre la penultima classificata sfida la seconda classificata di Ykkönen in uno spareggio promozione/retrocessione.

## Squadre partecipanti
| Club         | Città     | Stadio                      | Stagione precedente  |
| ------------ | --------- | --------------------------- | -------------------- |
| Jaro         | Jakobstad | Jakobstads Centralplan      | 9° in Ykkönen        |
| JIPPO        | Joensuu   | Mehtimäen Tekonurmi         | 1° in Kakkonen - A   |
| JäPS         | Järvenpää | Järvenpään Keskuskenttä     | 8° in Ykkönen        |
| KTP          | Kotka     | Arto Tolsa Areena           | 12° in Veikkausliiga |
| KäPa         | Helsinki  | Kumpulanlaakson Tekonurmi   | 10° in Ykkönen       |
| MP           | Mikkeli   | Mikkelin urheilupuisto      | 3° in Ykkönen        |
| PK-35        | Vantaa    | MagneCit Areena             | 2° in Kakkonen - A   |
| SalPa        | Salo      | Salon Urheilupuisto Stadion | 7° in Ykkönen        |
| SJK Akatemia | Seinäjoki | OmaSP Stadion               | 4° in Ykkönen        |
| TPS          | Turku     | Veritas-stadion             | 5° in Ykkönen        |

## Campionato

### Classifica
|  | Pos. | Squadra      | Pt | G  | V  | N  | P  | GF | GS | DR  |
|  | ---- | ------------ | -- | -- | -- | -- | -- | -- | -- | --- |
|  | 1.   | KTP          | 58 | 27 | 18 | 4  | 5  | 75 | 32 | +43 |
|  | 2.   | Jaro         | 54 | 27 | 17 | 3  | 7  | 51 | 30 | +21 |
|  | 3.   | JIPPO        | 52 | 27 | 16 | 4  | 7  | 49 | 25 | +24 |
|  | 4.   | TPS          | 43 | 27 | 12 | 7  | 8  | 40 | 29 | +11 |
|  | 5.   | JäPS         | 35 | 27 | 9  | 8  | 10 | 44 | 53 | -9  |
|  | 6.   | PK-35 Vantaa | 33 | 27 | 8  | 9  | 10 | 29 | 34 | -5  |
|  | 7.   | SJK Akatemia | 29 | 27 | 6  | 11 | 10 | 35 | 41 | -6  |
|  | 8.   | SalPa        | 29 | 27 | 7  | 8  | 12 | 31 | 48 | -17 |
|  | 9.   | KäPa         | 22 | 27 | 5  | 7  | 15 | 44 | 67 | -23 |
|  | 10.  | MP           | 16 | 27 | 3  | 7  | 17 | 22 | 61 | -39 |

Legenda:
      Promossa in Veikkausliiga
      Retrocessa in Ykkönen
 Ammessa agli spareggi per la promozione/retrocessione.
Note:
Tre punti a vittoria, uno a pareggio, zero a sconfitta.

### Risultati
|              | JAR  | JIP  | JÄP  | KTP  | KÄP  | MP   | PK   | SAL  | SJK  | TPS  |
| ------------ | ---- | ---- | ---- | ---- | ---- | ---- | ---- | ---- | ---- | ---- |
| Jaro         | –––– | 1-0  | 0-0  | 5-2  | 4-2  | 2-0  | 2-1  | 2-1  | 1-1  | 0-1  |
| JIPPO        | 2-0  | –––– | 3-2  | 1-0  | 2-0  | 0-0  | 1-0  | 1-1  | 0-0  | 2-0  |
| JäPS         | 2-2  | 1-5  | –––– | 0-0  | 2-2  | 1-1  | 3-1  | 2-3  | 1-1  | 2-1  |
| KTP          | 1-0  | 2-1  | 2-0  | –––– | 2-1  | 4-0  | 1-0  | 6-0  | 5-1  | 1-2  |
| KäPa         | 0-3  | 1-4  | 3-3  | 1-5  | –––– | 4-0  | 0-1  | 1-1  | 1-1  | 0-0  |
| MP           | 1-4  | 1-1  | 0-3  | 1-2  | 2-6  | –––– | 0-0  | 0-1  | 1-2  | 0-3  |
| PK-35        | 2-1  | 0-2  | 4-1  | 1-5  | 3-0  | 1-2  | –––– | 1-1  | 1-1  | 1-1  |
| SalPa        | 0-1  | 0-3  | 1-3  | 2-2  | 1-1  | 5-0  | 1-1  | –––– | 2-1  | 0-1  |
| SJK Akatemia | 0-1  | 1-2  | 2-1  | 0-3  | 4-0  | 0-0  | 3-0  | 2-0  | –––– | 0-3  |
| TPS          | 0-2  | 2-0  | 4-0  | 1-4  | 2-1  | 1-0  | 2-2  | 2-3  | 1-0  | ---- |

### Seconda Fase
|              | JAR | JIP | JÄP | KTP | KÄP | MP  | PK  | SAL | SJK | TPS |
| ------------ | --- | --- | --- | --- | --- | --- | --- | --- | --- | --- |
| Jaro         | ——— | 2-1 | 5-0 | 1-2 | 3-2 |     |     | 3-0 |     |     |
| JIPPO        |     | ——— |     | 3-2 |     | 2-4 | 0-1 | 3-0 | 4-1 |     |
| JäPS         |     | 1-4 | ——— |     |     | 4-0 |     | 0-2 | 2-1 |     |
| KTP          |     |     | 1-2 | ——— | 7-2 |     | 2-1 |     | 3-3 | 1-1 |
| KäPa         |     | 2-1 | 3-5 |     | ——— | 3-2 | 1-1 |     |     |     |
| MP           | 4-2 |     |     | 0-5 |     | ——— |     | 1-2 |     | 0-0 |
| PK-35        | 0-1 |     | 0-0 |     |     | 1-0 | ——— | 1-0 |     |     |
| SalPa        |     |     |     | 2-5 | 1-4 |     |     | ——— | 1-1 | 0-0 |
| SJK Akatemia | 2-3 |     |     |     | 2-0 | 2-2 | 2-2 |     | ——— | 1-1 |
| TPS          | 3-0 | 0-1 | 2-3 |     | 5-3 |     | 1-2 |     |     | ——— |

## Spareggi

### Spareggio promozione
Allo spareggio partecipano l'undicesima classificata in Veikkausliiga e la seconda classificata in Ykkösliiga.
|       | Risultati |       | Luogo e data               |
| ----- | --------- | ----- | -------------------------- |
| Jaro  | 2 - 0     | Lahti | Jakobstad, 23 ottobre 2024 |
| Lahti | 1 - 0     | Jaro  | Lahti, 27 ottobre 2024     |
|       |           |       |                            |

### Spareggio retrocessione
Allo spareggio partecipano la nona classificata in Ykkösliiga e la seconda classificata in Ykkönen.
|      | Risultati |      | Luogo e data              |
| ---- | --------- | ---- | ------------------------- |
| KPV  | 1 - 1     | KäPa | Kokkola, 23 ottobre 2024  |
| KäPa | 2 - 0     | KPV  | Helsinki, 26 ottobre 2024 |
|      |           |      |                           |